# Cosmopterix crassicervicella
Cosmopterix crassicervicella là một loài bướm đêm thuộc họ Cosmopterigidae. Nó được tìm thấy ở nam Pháp và bán đảo Iberia tới Hy Lạp và Crete. Nó cũng hiện diện ở quần đảo Canaria.
Con trưởng thành bay từ giữa tháng 4 to giữa tháng 6 và một lần nữa từ cuối tháng 8 cuối tháng 10.
Ấu trùng ăn loài Cyperus. Chúng ăn lá cây của cây chủ|Chúng ăn lá cây của cây chủ.